# Middle Hill
Der Middle Hill oder amtlich Tung Shan (chinesisch 東山 / 东山, Pinyin Dōng Shān, Jyutping Dung1 Saan1, Yale Tung Shan – „wörtl. Ost-Berg“) ist ein Berg an der nordöstlichen Spitze von Kowloon – historisch auch als New Kowloon bekannt, im Ma On Shan Country Park von Shatin, Hongkong.

## Geographie
Der Berg gehört zu der „Kowloon-Gebirge“ eine Bergkette, die sich von Westen nach Nordosten über die Region der New Territories zieht. Von Tate’s Cairn (Tai Lo Shan, 583 m) und Lion Rock aus erstreckt sich ein Ableger dieser Kette nach Süden mit den Gipfeln des Middle Hills (Tung Shan, 544 m) und des Kowloon Peaks (Fei Ngo Shan, 602 m).

## Wandern
Es gibt mehrere Wanderwege von Jat’s Incline und Fei Ngo Shan Road aus, die zum Gipfel von Middle Hill führen.